# Pont de Forats
El Pont de Forats és un pont del terme municipal de Tremp, al Pallars Jussà, dins de l'antic terme de Fígols de Tremp.
Està situat a llevant de Fígols de Tremp, sota i al sud de la masia i lloc de Forats, que li dona nom, damunt del barranc de Ricós. Aquest lloc era el límit oriental de l'antic terme municipal de Fígols de Tremp, actualment integrat en el de Tremp.
Fou construït per a superar el barranc de Ricós, en el camí de Forats, per damunt de la presa de l'embassament de Forats, abandonat des de fa anys.